# Luc Van de Velde
Luc Van de Velde is een Belgisch voormalig volleyballer. 

## Levensloop
Van de Velde was aanvankelijk actief in het handbal, alvorens hij midden jaren '70 aansloot bij Hades Temse. Later was hij actief bij VC Temse.
Zijn echtgenote Kristien Hoorens en zoon Robbe zijn/waren ook actief in het volleybal, evenals zijn zus Lieve en diens dochter Lise Van Hecke.